# Neuvième circonscription de la préfecture de Kanagawa
La neuvième circonscription de la préfecture de Kanagawa (神奈川県第9区, Kanagawa-ken dai-kyū-ku) est l'une des vingt circonscriptions législatives que compte la préfecture de Kanagawa au Japon.

## Description géographique
Entre 1994 et 2002, la neuvième circonscription de la préfecture de Kanagawa regroupait les arrondissements de Takatsu, Tama et Asao de la ville de Kawasaki.
Entre 2002 et 2017, elle correspondait aux arrondissements de Tama et Asao.
Entre 2017 et 2022, elle comprenait les arrondissements de Tama et Asao ainsi qu'une partie de l'arrondissement de Miyamae.
Depuis 2022, elle correspond à nouveau aux seuls arrondissements de Tama et Asao,.

## Députés
| Législature | Début de mandat | Fin de mandat | Député élu           | Parti politique | Parti politique |
| ----------- | --------------- | ------------- | -------------------- | --------------- | --------------- |
| 41e         | 1996            | 2000          | Shigefumi Matsuzawa  |                 | Shinshintō      |
| 42e         | 2000            | 2003          | Shigefumi Matsuzawa  |                 | PDJ             |
| 43e         | 2003            | 2005          | Hirofumi Ryū (ja)    |                 | PDJ             |
| 44e         | 2005            | 2009          | Kōichi Yamauchi (ja) |                 | PLD             |
| 45e         | 2009            | 2012          | Hirofumi Ryū         |                 | PDJ             |
| 46e         | 2012            | 2014          | Hirofumi Ryū         |                 | PDJ             |
| 47e         | 2014            | 2017          | Hirofumi Ryū         |                 | PDJ             |
| 48e         | 2017            | 2021          | Hirofumi Ryū         |                 | PE              |
| 49e         | 2021            | 2024          | Hirofumi Ryū         |                 | PDC             |
| 50e         | 2024            | -             | Hirofumi Ryū         |                 | PDC             |